# Coeliana
Coeliana (łac. Diocesis Coelianensis) – stolica historycznej diecezji w Cesarstwie rzymskim w prowincji Numidia zlikwidowana w VII w. podczas ekspansji islamskiej, współcześnie w północnej Algierii. Obecnie katolickie biskupstwo tytularne. 

## Biskupi tytularni
| Lp. | Biskup                        | Funkcja                                                       | Od                   | Do               |
| --- | ----------------------------- | ------------------------------------------------------------- | -------------------- | ---------------- |
| 1   | Francesco Costantino Mazzieri | wikariusz apostolski Ndola (Zambia)                           | 13 stycznia 1949     | 25 kwietnia 1959 |
| 2   | Franz Janssen                 | wikariusz apostolski Nekemte (Etiopia)                        | 21 maja 1959         | 18 grudnia 1987  |
| 3   | Juan Abelardo Mata Guevara    | biskup pomocniczy Managui (Nikaragua)                         | 13 lutego 1988       | 6 marca 1990     |
| 4   | Herberto Celso Angelo         | biskup pomocniczy Mercedes-Luján (Argentyna)                  | 31 października 1990 | 18 stycznia 1993 |
| 5   | Francesco Coccopalmerio       | biskup pomocniczy Mediolanu (Włochy) urzędnik Kurii Rzymskiej | 8 kwietnia 1993      | 18 lutego 2012   |
| 6   | Paul Sanchez                  | biskup pomocniczy Brooklinu (USA)                             | 2 maja 2012          |                  |